# Hůrky (pomnik przyrody)
Pomnik przyrody Hůrky (cz. přírodní památka Hůrky) – pomnik przyrody w Czechach, na terenie kraju morawsko-śląskiego, na północ od miejscowości Malé Heraltice.

## Charakterystyka
Pomnik przyrody znajduje się po północnej stronie wzgórza o wysokości 466 (lub 468) m n.p.m. Został uznany za pomnik przyrody w 1995 i ma powierzchnię 16,04 hektara na wysokości od 382 do 438 m n.p.m.
Na obszarze pomnikowym rośnie las mieszany iglasto-liściasty w różnym wieku o dużej wartości przyrodniczej, w którym dominuje modrzew. Oprócz tego występuje tu sosna zwyczajna, lipa drobnolistna i dąb, a w uzupełnieniu także grab, świerk pospolity oraz jodła pospolita i młode lipy. Na stanowiskach suchszych i lżejszych glebach rośnie m.in. trzcinnik leśny. W ciemniejszych miejscach rośnie szczyr Mercurialis ovata i kostrzewa leśna. Na całym terenie występuje niecierpek drobnokwiatowy.
Awifaunę okolicznego lasu stanowią m.in. jastrząb zwyczajny, żołna zwyczajna i zniczek zwyczajny.

## Turystyka
Na teren pomnika nie prowadzą znakowane szlaki turystyczne. Na północ przebiega lokalna droga z Sosnovej do Brumovic.

## Otoczenie
Na wschód od pomnika przyrody znajduje się rezerwat przyrody Hořina. Na północ od niego przepływa rzeka Hořina.